# Muffe
Eine Muffe ist in der Installationstechnik ein Bauelement zur unterbrechungsfreien Verbindung zweier Rohre oder Kabel und das Gegenstück zum (Rohr-)Nippel.

## Anwendungsgebiete

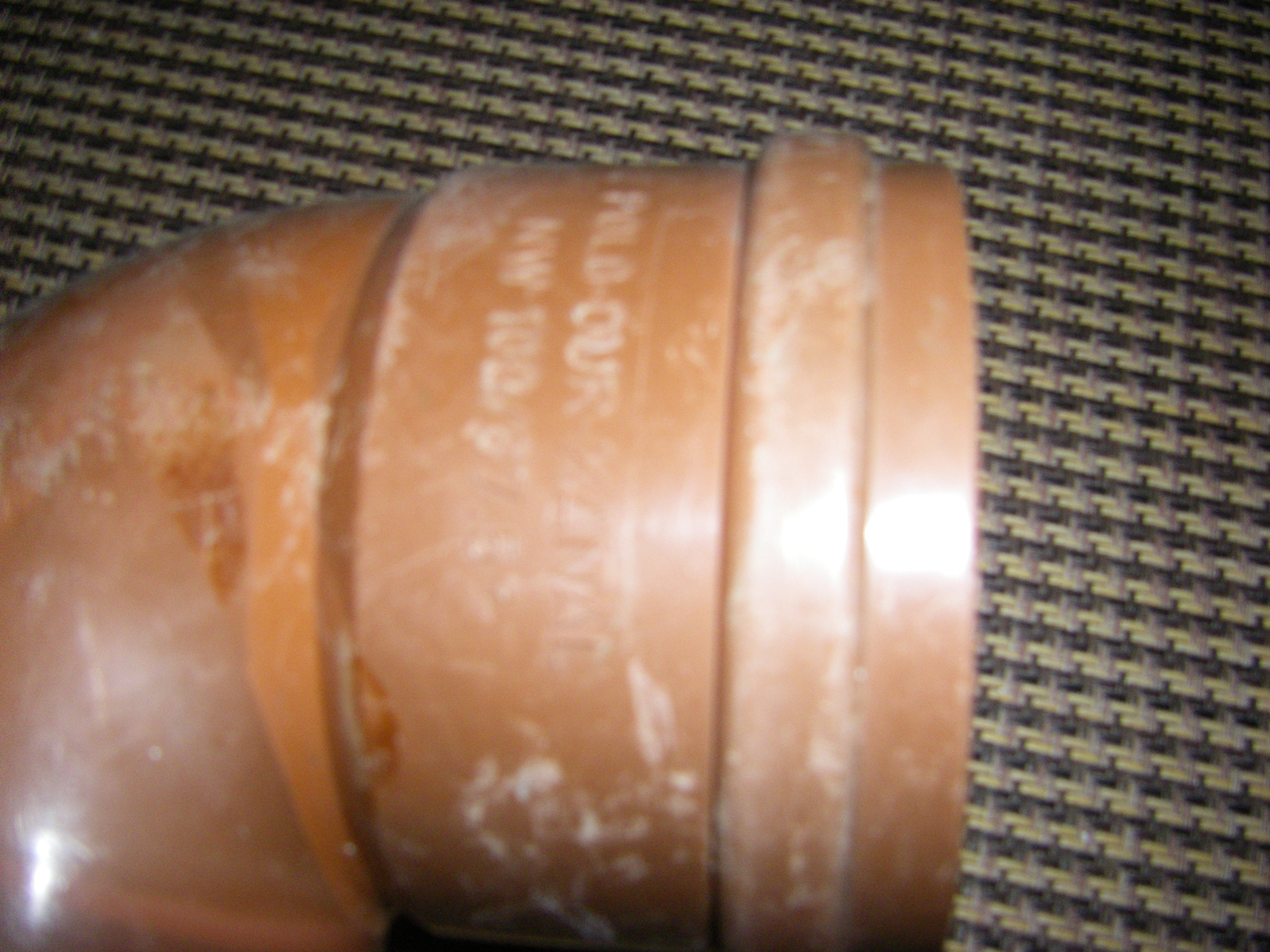
Steckmuffe

### Rohrtechnik
Muffen können die Verbindung dünnwandiger Rohre herstellen oder die Verbindungsstelle verstärken. Ihr Vorteil gegenüber anderen Rohrverbindungsverfahren sind die geringen entstehenden Materialspannungen.
Je nach Anforderung des Rohrmaterials und des zu transportierenden Mediums (Flüssigkeiten, Gase, granulierte Festkörper, Kabel, Leitungen usw.) sind z. B. gebräuchlich:
- Stemmmuffen
- Rastermuffen
- Steckmuffen
- Klebemuffen (verwendetes Fügeverfahren: Kleben)
- Pressmuffen (An- und Einpressen)
- Lötmuffen (Löten), s. u.
- Gewindemuffen: Befestigungsbauteile mit Innengewinde, die mehr als zweimal so lang sind wie ihr Innendurchmesser.

Eine Muffe kann auch – je nach Material – durch die Aufweitung eines Rohrendes hergestellt werden (Rohrexpander).
Je nach Einsatzzweck werden Verbindungs-, Durchgangs- und Abzweigmuffen unterschieden, die auch in ihrer Bauart gelegentlich unterschiedlich sind.
Bei Änderungen der Nennweite spricht man von einer Reduziermuffe.

#### Lötmuffen bei Metallrohren
Durch relativ geringe Temperaturen von maximal 900 °C entstehen beim Löten (im Gegensatz zum Schweißen) geringere Materialspannungen und keine Materialschwächung durch unkontrolliertes Einbrennen. Ferner können unterschiedliche Metalle verbunden werden.
Nachteile sind Anforderungen an die saubere Vorbereitung der Fügestelle und an die handwerklichen Fähigkeiten der Ausführenden sowie die Gefahr elektrochemischer Korrosion zwischen Material und Lot.
Typisches Anwendungsbeispiel sind Fahrradrahmen, wo Muffen bis in die 1990er Jahre die übliche Verbindungstechnik waren. Im 21. Jahrhundert sind Fahrradrahmen nur noch selten gemufft, sondern meistens geschweißt.

### Ventiltechnik
Bei Ventilen werden verwendet:
- das Muffenventil; ein eigenständiges Ventil, das alle nötigen Anschlüsse über einen Anschlussblock integriert hat.
- das Halbmuffenventil; es ist für die Montage auf einem Sammelblock / Ventilträger vorgesehen, der die Versorgungsanschlüsse beinhaltet.

In beiden Fällen sind die Arbeitsanschlüsse auf dem Ventil selbst.

### Elektrotechnik

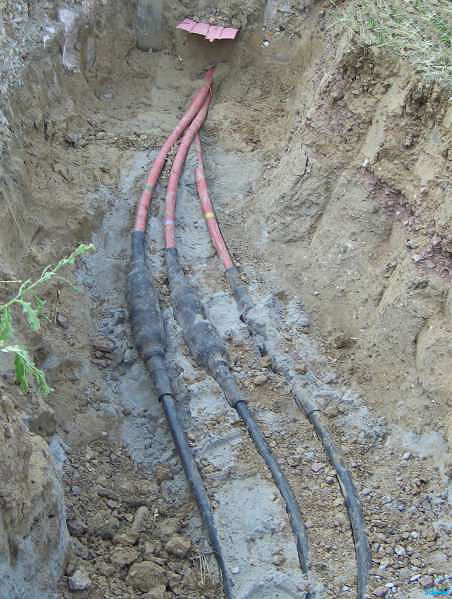
Drei Schrumpfmuffen bei Erdkabeln im Mittelspannungsnetz

Streng genommen sind Muffen in der Elektrotechnik keine Verbindungs-, sondern Isolations- und Schutzelemente, die – im Gegensatz zu einem Schutzrohr – fest mit dem Kabel verbunden werden und nur die eigentliche elektrische Verbindungsstelle umschließen.
Bei Kabeln werden u. a. unterschieden:
- Gießharzmuffen
- Gelmuffen
- Schrumpfmuffen (Warm- und Kaltschrumpfmuffen)
- Muffen in Aufschiebetechnik.

#### Energietechnik
In der Energietechnik werden in verschiedenen Spannungsebenen, wie Nieder- oder Mittelspannung, u. U. verschiedene Muffenarten eingesetzt.
Bei Mittelspannung ab 10 kV wird die Steuerung des elektrischen Feldes durch Feldsteuerkörper oder -schläuche in Endverschlusstechnik vorgenommen. Dabei kommt es auf die innere und äußere Feldglättung an.

#### Kommunikationstechnologie
Bei Muffen in der Kommunikationstechnologie ist entscheidend, dass zueinander gehörige Adern (Kupfertechnologie) bzw. Fasern (Glasfasertechnologie) miteinander störungsfrei verbunden werden. In der Glasfasertechnik wird dies mit Hilfe von Spleißkassetten vorgenommen, die in der Muffe abgelegt werden. Verbindungs- und Abzweigstellen bei Telekommunikationskabeln werden in der Regel mit Schrumpfmuffen oder Thermoplast-Klemmmuffen (TK-Muffen) verschlossen. Bei Kabeln alter Bauart mit Bleimantel wurden Bleimuffen verwendet. Heute verwendet man Schrumpfübergangsmuffen zur Verbindung auf Kunststoffkabel.
Die Erdungsmuffe der Telekommunikationstechnik dient allerdings nicht nur als Isolations- und Schutzelement, sondern stellt auch eine elektrische Verbindung dar.

### Chemisches Laboratorium
Mit Stativ- bzw. Doppelmuffen werden im chemischen Laboratorium Vorrichtungen zur Befestigung kleiner Apparateteile (Stativklemmen, Kühlerklammern, Eisenringe et cetera) an Stativen befestigt.

## Redewendungen
Sowohl das „Muffensausen“ als auch „Es geht mir die Muffe“ beschreiben ein mulmiges Angstgefühl, dass eine Tätigkeit nachteilig verlaufen kann.